# Ligamentum tibiofibulare anterius

Bänder des Sprunggelenks

Das Ligamentum tibiofibulare anterius (lat. für ‚vorderes Schienbein-Wadenbein-Band‘) ist ein Band des Sprunggelenks. Es bildet zusammen mit dem hinteren Schienbein-Wadenbein-Band (Ligamentum tibiofibulare posterius) und dem unteren Schienbein-Wadenbein-Band (Ligamentum tibiofibulare inferius) die distale Syndesmose. Das Lig. tibiofibulare anterius ist ein flaches Band, das vom unteren Ende des Schienbeins zum unteren Ende des Wadenbeins zieht. Ihm benachbart liegt die Sehne des Musculus extensor digitorum longus.
Das Lig. tibiofibulare anterius ist das mit Abstand am häufigsten verletzte Band des Sprunggelenks.